# 卡达尔索-德洛斯比德里奥斯
卡达尔索-德洛斯比德里奥斯，是西班牙马德里自治区的一个市镇。总面积48平方公里，总人口2305人（2001年），人口密度48人/平方公里。